# Canon EOS 90D
Canon EOS 90D – Zaawansowana cyfrowa lustrzanka jednoobiektywowa produkowana przez firmę Canon, wyposażona w matrycę CMOS o rozdzielczości 32,5 megapiksela oraz procesor DIGIC 8. Premiera aparatu odbyła się 28 sierpnia 2019 roku. Aparat jest następcą modelu Canon EOS 80D.

## Cechy kluczowe
- 32,5-megapikselowa matryca CMOS APS-C i procesor DIGIC 8

- Zdjęcia seryjne z prędkością 10 kl/s
- Filmy w jakości 4K i prękości do 30 kl/s oraz w Full HD do 120 kl/s
- Dual Pixel AF
- Udostępnianie zdjęć i zdalne sterowanie za pomocą WiFi i Bluetooth 4.1
- Inteligentny wizjer
- Zakres czułości ISO 100 – 25600 (H: 51200)
- Slot na karty pamięci: SD, SDHC lub SDXC (UHS-II)
- Akumulator pozwalający na wykonanie około 1300 zdjęć
- Masa 701 gramów[2]